# José Antonio O'Daly
José Antonio O'Daly Serraille (Valencia, Venezuela, 3 de enero de 1908-Caracas, 20 de abril de 1992) fue un médico venezolano, profesor universitario e investigador científico. Fue el fundador del Instituto Anatomo-Patológico de la Universidad Central de Venezuela.

## Biografía
Hijo de José O'Daly y Antonieta Serraille, se graduó como Doctor en Ciencias Médicas en el año de 1932. Fue profesor de la cátedra de Histología normal, en el año 1935, y luego jefe de Trabajos Prácticos de la cátedra de Anatomía Patológica del Hospital Vargas en el mismo año. Al año siguiente ingresó al Servicio de Anatomía Patológica del Hospital Vargas. También fue profesor de Química en el liceo Andrés Bello, durante el año 1931.
Perteneció como individuo de número a la Academia Nacional de Medicina (1942), de la que llegó a ser secretario (1947-1949) y presidente (1960-1962) y a la Academia de Ciencias Físicas, Matemáticas  y Naturales
En 1956 pasó a ocupar la cátedra de Anatomía Patológica, y fundó el Instituto de Anatomía Patológica de la Universidad Central de Venezuela, que hoy lleva su nombre. Fue decano de la Facultad de Medicina de 1956 a 1958, y se jubiló en el año 1968.
Se casó con Angelina Carbonell, y tuvo tres hijos: José Antonio, Carlos y Lucas.
Falleció el 20 de abril de 1992, y en su homenaje el Instituto Anatomo - Patológico de la Universidad Central de Venezuela lleva su nombre desde 1996.